# Ministre de l'Agriculture, de l'Alimentation, de la Pêche et de la Mer (Irlande)
Le ministre de l'Agriculture, de l'Alimentation, de la Pêche et de la Mer (en anglais : Minister for Agriculture, Food, Fisheries and the Marine, en irlandais : An tAire Talmhaíochta, Bia, Iascaigh agus Mara) est un ministre au sein du gouvernement de l'Irlande. Il dirige le département de l'Agriculture, de l'Alimentation et de la Marine.

## Liste
- Évoque un ministre par intérim

| Directeur de l'Agriculture (1919–1921)                                               |                                   |                    |                    |       |                     |                                                       |
| N°                                                                                   | Nom                               | Mandat             | Mandat             | Parti | Parti               | Gouvernement(s)                                       |
| 1.                                                                                   | Robert Barton                     | 2 avril 1919       | 26 août 1921       |       | Sinn Féin           | 2e cabinet                                            |
| Secrétaire de l'Agriculture (1921–1922)                                              |                                   |                    |                    |       |                     |                                                       |
| N°                                                                                   | Nom                               | Mandat             | Mandat             | Parti | Parti               | Gouvernement(s)                                       |
| 2.                                                                                   | Art O'Connor                      | 26 août 1921       | 9 janvier 1922     |       | Sinn Féin           | 3e cabinet                                            |
| Ministre de l'Agriculture (1922–1924)                                                |                                   |                    |                    |       |                     |                                                       |
| N°                                                                                   | Nom                               | Mandat             | Mandat             | Parti | Parti               | Gouvernement(s)                                       |
| 3.                                                                                   | Patrick Hogan                     | 11 janvier 1922    | 2 juin 1924        |       | Cumann na nGaedheal | 3e cabinet · 1er GP · 2e GP · 5th DM · 1er CE · 2e CE |
| Ministre des Terres et de l'Agriculture (1924–1928)                                  |                                   |                    |                    |       |                     |                                                       |
| N°                                                                                   | Nom                               | Mandat             | Mandat             | Parti | Parti               | Gouvernement(s)                                       |
|                                                                                      | Patrick Hogan                     | 2 juin 1924        | 1er septembre 1928 |       | Cumann na nGaedheal | 3e CE · 4e CE                                         |
| Ministre de l'Agriculture (1928–1965)                                                |                                   |                    |                    |       |                     |                                                       |
| N°                                                                                   | Nom                               | Mandat             | Mandat             | Parti | Parti               | Gouvernement(s)                                       |
|                                                                                      | Patrick Hogan                     | 1er septembre 1928 | 9 mars 1932        |       | Cumann na nGaedheal | 4e CE · 5e CE                                         |
| 4.                                                                                   | James Ryan                        | 9 mars 1932        | 21 janvier 1947    |       | Fianna Fáil         | 6e CE · 7e CE · 8e CE · 1st · 2nd · 3rd · 4th         |
| 5.                                                                                   | Paddy Smith (1er mandat)          | 21 janvier 1947    | 18 février 1948    |       | Fianna Fáil         | 4e                                                    |
| 6.                                                                                   | James Matthew Dillon (1er mandat) | 18 février 1948    | 13 juin 1951       |       | Sans étiquette      | 5e                                                    |
| 7.                                                                                   | Thomas Walsh                      | 13 juin 1951       | 2 juin 1954        |       | Fianna Fáil         | 6e                                                    |
|                                                                                      | James Matthew Dillon (2e mandat)  | 2 juin 1954        | 20 mars 1957       |       | Fine Gael           | 7e                                                    |
| 8.                                                                                   | Frank Aiken (1er mandat)          | 20 mars 1957       | 16 mai 1957        |       | Fianna Fáil         | 8e                                                    |
| 9.                                                                                   | Seán Moylan                       | 16 mai 1957        | 16 novembre 1957   |       | Fianna Fáil         | 8e                                                    |
|                                                                                      | Frank Aiken (2e mandat)           | 16 novembre 1957   | 27 novembre 1957   |       | Fianna Fáil         | 8e                                                    |
|                                                                                      | Paddy Smith (2e mandat)           | 27 novembre 1957   | 8 octobre 1964     |       | Fianna Fáil         | 8e · 9e · 10e                                         |
| 10.                                                                                  | Charles Haughey                   | 8 octobre 1964     | 6 juillet 1965     |       | Fianna Fáil         | 10e                                                   |
| Ministre de l'Agriculture et de la Pêche (1965–1977)                                 |                                   |                    |                    |       |                     |                                                       |
| N°                                                                                   | Nom                               | Mandat             | Mandat             | Parti | Parti               | Gouvernement(s)                                       |
|                                                                                      | Charles Haughey                   | 6 juillet 1965     | 10 novembre 1966   |       | Fianna Fáil         | 10e · 11e                                             |
| 11.                                                                                  | Neil Blaney                       | 10 novembre 1966   | 7 mai 1970         |       | Fianna Fáil         | 12e · 13e                                             |
| 12.                                                                                  | Jim Gibbons (1er mandat)          | 7 mai 1970         | 14 mars 1973       |       | Fianna Fáil         | 13e                                                   |
| 13.                                                                                  | Mark Clinton                      | 14 mars 1973       | 9 février 1977     |       | Fine Gael           | 14e                                                   |
| Ministre de l'Agriculture (1977–1987)                                                |                                   |                    |                    |       |                     |                                                       |
| N°                                                                                   | Nom                               | Mandat             | Mandat             | Parti | Parti               | Gouvernement(s)                                       |
|                                                                                      | Mark Clinton                      | 9 février 1977     | 5 juillet 1977     |       | Fine Gael           | 14e                                                   |
|                                                                                      | Jim Gibbons (2e mandat)           | 5 juillet 1977     | 11 décembre 1979   |       | Fianna Fáil         | 15e                                                   |
| 14.                                                                                  | Ray MacSharry                     | 12 décembre 1979   | 30 juin 1981       |       | Fianna Fáil         | 16e                                                   |
| 15.                                                                                  | Alan Dukes                        | 30 juin 1981       | 9 mars 1982        |       | Fine Gael           | 17e                                                   |
| 16.                                                                                  | Brian Lenihan                     | 9 mars 1982        | 14 décembre 1982   |       | Fianna Fáil         | 18e                                                   |
| 17.                                                                                  | Austin Deasy                      | 14 décembre 1982   | 10 mars 1987       |       | Fine Gael           | 19e                                                   |
| 18.                                                                                  | Michael O'Kennedy                 | 10 mars 1987       | 31 mars 1987       |       | Fianna Fáil         | 20e                                                   |
| Ministre de l'Agriculture et de l'Alimentation (1987–1993)                           |                                   |                    |                    |       |                     |                                                       |
| N°                                                                                   | Nom                               | Mandat             | Mandat             | Parti | Parti               | Gouvernement(s)                                       |
|                                                                                      | Michael O'Kennedy                 | 31 mars 1987       | 14 novembre 1991   |       | Fianna Fáil         | 20e · 21e                                             |
| 19.                                                                                  | Michael Woods                     | 14 novembre 1991   | 11 février 1992    |       | Fianna Fáil         | 21e                                                   |
| 20.                                                                                  | Joe Walsh (1er mandat)            | 11 février 1992    | 21 janvier 1993    |       | Fianna Fáil         | 22e                                                   |
| Ministre de l'Agriculture, de l'Alimentation et des Forêts (1993–1997)               |                                   |                    |                    |       |                     |                                                       |
| N°                                                                                   | Nom                               | Mandat             | Mandat             | Parti | Parti               | Gouvernement(s)                                       |
|                                                                                      | Joe Walsh (1er mandat)            | 21 janvier 1993    | 15 décembre 1994   |       | Fianna Fáil         | 22e · 23e                                             |
| 21.                                                                                  | Ivan Yates                        | 15 décembre 1994   | 26 juin 1997       |       | Fine Gael           | 24e                                                   |
|                                                                                      | Joe Walsh (2e mandat)             | 26 juin 1997       | 12 juillet 1997    |       | Fianna Fáil         | 25e                                                   |
| Ministre de l'Agriculture et de l'Alimentation (1997–1999)                           |                                   |                    |                    |       |                     |                                                       |
| N°                                                                                   | Nom                               | Mandat             | Mandat             | Parti | Parti               | Gouvernement(s)                                       |
|                                                                                      | Joe Walsh (2e mandat)             | 12 juillet 1997    | 27 septembre 1999  |       | Fianna Fáil         | 25e                                                   |
| Ministre de l'Agriculture, de l'Alimentation et du Développement rural (1999–2002)   |                                   |                    |                    |       |                     |                                                       |
| N°                                                                                   | Nom                               | Mandat             | Mandat             | Parti | Parti               | Gouvernement(s)                                       |
|                                                                                      | Joe Walsh (2e mandat)             | 29 septembre 1999  | 6 juin 2002        |       | Fianna Fáil         | 25e · 26e                                             |
| Ministre de l'Agriculture et de l'Alimentation (2002–2007)                           |                                   |                    |                    |       |                     |                                                       |
| N°                                                                                   | Nom                               | Mandat             | Mandat             | Parti | Parti               | Gouvernement(s)                                       |
|                                                                                      | Joe Walsh (2e mandat)             | 6 juin 2002        | 29 septembre 2004  |       | Fianna Fáil         | 26e                                                   |
| 22.                                                                                  | Mary Coughlan                     | 29 septembre 2004  | 14 juin 2007       |       | Fianna Fáil         | 26e · 27e                                             |
| Ministre de l'Agriculture, de la Pêche et de l'Alimentation (2007–2011)              |                                   |                    |                    |       |                     |                                                       |
| N°                                                                                   | Nom                               | Mandat             | Mandat             | Parti | Parti               | Gouvernement(s)                                       |
|                                                                                      | Mary Coughlan                     | 14 juin 2007       | 7 mai 2008         |       | Fianna Fáil         | 27e                                                   |
| 23.                                                                                  | Brendan Smith                     | 7 mai 2008         | 9 mars 2011        |       | Fianna Fáil         | 28e                                                   |
| 24                                                                                   | Simon Coveney                     | 9 mars 2011        | 17 octobre 2011    |       | Fine Gael           | 29e                                                   |
| Ministre de l'Agriculture, de l'Alimentation et de la Marine (2011-2025)             |                                   |                    |                    |       |                     |                                                       |
| N°                                                                                   | Nom                               | Mandat             | Mandat             | Parti | Parti               | Gouvernement(s)                                       |
|                                                                                      | Simon Coveney                     | 9 mars 2011        | 6 mai 2016         |       | Fine Gael           | 29e                                                   |
| 25.                                                                                  | Michael Creed                     | 6 mai 2016         | 27 juin 2020       |       | Fine Gael           | 30e · 31e                                             |
| 26                                                                                   | Barry Cowen                       | 27 juin 2020       | 14 juillet 2020    |       | Fianna Fáil         | 32e                                                   |
| 27                                                                                   | Micheál Martin (par intérim)      | 14 juillet 2020    | 15 juillet 2020    |       | Fianna Fáil         | 32e                                                   |
| 28                                                                                   | Dara Calleary                     | 15 juillet 2020    | 21 août 2020       |       | Fianna Fáil         | 32e                                                   |
|                                                                                      | Micheál Martin (par intérim)      | 21 août 2020       | 2 septembre 2020   |       | Fianna Fáil         | 32e                                                   |
| 29                                                                                   | Charlie McConalogue               | 2 septembre 2020   | 23 janvier 2025    |       | Fianna Fáil         | 32e · 33e · 34e                                       |
| Ministre de l'Agriculture, de l'Alimentation, de la Pêche et de la Mer (depuis 2025) |                                   |                    |                    |       |                     |                                                       |
| N°                                                                                   | Nom                               | Mandat             | Mandat             | Parti | Parti               | Gouvernement(s)                                       |
| 30                                                                                   | Martin Heydon                     | 23 janvier 2025    | En cours           |       | Fine Gael           | 35e                                                   |